# 中俄工科大学联盟
中俄工科大学联盟（英語：Association of Sino-Russian Technical Universities）是成立于2011年的中国和俄罗斯精英工科大学的联盟。

## 历史
2011年3月，哈尔滨工业大学与莫斯科鲍曼国立技术大学共同发起成立中俄工科大学联盟。

## 成员

### 中国
- 哈尔滨工业大学
- 澳门大学
- 北京航空航天大学
- 北京科技大学
- 北京理工大学
- 重庆大学
- 大连理工大学
- 东南大学
- 哈尔滨工程大学
- 华南理工大学
- 华中科技大学
- 吉林大学
- 南京航空航天大学
- 南京理工大学
- 山东大学
- 上海交通大学
- 天津大学
- 同济大学
- 西安交通大学
- 西北工业大学
- 香港城市大学
- 香港科技大学
- 香港理工大学
- 浙江大学
- 中国石油大学（华东）[2]

### 俄羅斯
- 莫斯科鲍曼国立技术大学
- 阿穆尔国立大学（俄语：Амурский государственный университет）
- 远东联邦大学
- 伊热夫斯克国立技术大学（俄语：Ижевский государственный технический университет）
- 国家研究型大学-伊尔库茨克国立理工大学
- 喀山国家研究型技术大学（俄语：Казанский национальный исследовательский технический университет）
- MIREA – 俄罗斯技术大学（俄语：МИРЭА — Российский технологический университет）
- 莫斯科航空学院
- 莫斯科国立汽车公路技术大学（俄语：Московский автомобильно-дорожный государственный технический университет）
- 莫斯科物理技术学院
- 国家研究型莫斯科国立建筑大学
- 莫斯科钢铁合金学院
- 国家研究型托木斯克理工大学
- 国家研究型莫斯科动力学院
- 国立核能研究大学-莫斯科工程物理学院（俄语：Национальный исследовательский ядерный университет «МИФИ»）
- 新西伯利亚国立技术大学（俄语：Новосибирский государственный технический университет）
- 圣彼得堡亚历山大一世国立交通大学（俄语：Петербургский государственный университет путей сообщения）
- 彼尔姆国家研究型理工大学（俄语：Пермский национальный исследовательский политехнический университет）
- 俄罗斯国立石油天然气大学
- 圣彼得堡国立电工大学
- 圣彼得堡国家信息技术、机械学与光学研究型大学
- 圣彼得堡彼得大帝理工大学
- 萨马拉国家研究型大学（俄语：Самарский национальный исследовательский университет имени академика С. П. Королёва）
- 北方（北极）联邦大学（俄语：Северный (Арктический) федеральный университет）
- 东北联邦大学（俄语：Северо-Восточный федеральный университет имени М. К. Аммосова）
- 西伯利亚联邦大学
- 太平洋国立大学
- 烏拉爾聯邦大學
- 南乌拉尔国立大学[3]

## 观察员

### 中国
- 长春理工大学
- 黑河学院
- 太原理工大学
- 天津理工大学
- 西安石油大学
- 燕山大学
- 中国石油大学（北京）[4]

### 俄羅斯
- 阿斯特拉罕国立大学（俄语：Астраханский государственный университет）
- 别尔哥罗德舒霍夫国立技术大学（俄语：Белгородский государственный технологический университет）
- 格罗兹尼国立石油技术大学（俄语：Грозненский государственный нефтяной технический университет）
- 顿河国立技术大学（俄语：Донской государственный технический университет）
- 阿穆尔共青城国立大学（俄语：Комсомольский-на-Амуре государственный университет）
- 西伯利亚国立列舍特涅夫科技大学
- 秋明工业大学（俄语：Тюменский индустриальный университет）[5]